# جاش فریز
جاش فریز (انگلیسی: Josh Freese؛ زادهٔ ۲۵ دسامبر ۱۹۷۲) طبل‌زن اهل ایالات متحده آمریکا است. وی از سال ۱۹۸۸ میلادی تاکنون مشغول فعالیت بوده است.